# Rudolf Freiherr von Waldenfels
Rudolf Freiherr von Waldenfels (4 de diciembre de 1895 - 14 de agosto de 1969) fue un general alemán durante la II Guerra Mundial que comandó la 6.ª División Panzer. Fue condecorado con la Cruz de Caballero de la Cruz de Hierro con Hojas de Roble de la Alemania Nazi.

## Condecoraciones
- Cruz de Hierro (1914) 2.ª Clase (16 de octubre de 1915) & 1.ª Clase (27 de abril de 1924)[1]
- Broche de la Cruz de Hierro (1939) 2.ª Clase (24 de septiembre de 1939) & 1.ª Clase (12 de octubre de 1939)[1]
- Cruz de Caballero de la Cruz de Hierro con Hojas de Roble
  - Cruz de Caballero el 11 de octubre de 1941 como Oberstleutnant.[2]
  - Hojas de Roble el 14 de mayo de 1944 como Generalmajor y comandante de la 6. Panzer-Division[2]